# Blockschrift
Blockschrift è il quinto album da solista del rapper tedesco Azad. È stato pubblicato nel 2007, sulla etichetta Bozz Music.

## Tracce
1. Zeit zu verstehen (feat. Gentleman)
2. Kämpfer
3. Ich bete zu dir
4. Tage des Regens (feat. J-Luv)
5. Bündel für Bündel
6. So machen wir das (feat. Jonesmann)
7. Ich geh für dich (feat. Joy Denalane)
8. 1 im Game
9. Ghettoboss
10. Du fehlst mir
11. Alles Lügen
12. TNT
13. Monsterrap
14. Hier gefangen
15. Ich glaub an dich (feat. Adel Tawil)